# Echi mortali
Echi mortali (Stir of Echoes) è un film del 1999 diretto da David Koepp e interpretato da Kevin Bacon, tratto dal romanzo Io sono Helen Driscoll di Richard Matheson del 1958. Ha vinto il premio come miglior film del 2000 al festival del film fantastico di Gérardmer, e nel 2007 ha avuto un sequel intitolato Stir of Echoes: The Homecoming, attualmente inedito in Italia.

## Trama
Tom Witzky è un operaio e, nel tempo libero, chitarrista in una band. Vive nella periferia di Chicago con la moglie Maggie e il figlioletto Jake, inoltre sua moglie è da poco rimasta incinta del secondogenito. La sua vita cambia radicalmente quando, durante un party, Tom si fa ipnotizzare dalla sorella di sua moglie, Lisa, per dimostrarle quanto siano false le sue teorie sul paranormale. Purtroppo la seduta di ipnosi sconvolge il suo equilibrio psichico (o, come si esprime la cognata, "apre" una "porta" su alternative "anomale") e presto Tom non riesce più a liberarsi da alcune inquietanti visioni che lo perseguitano, riguardanti danni fisici a lui incorsi ma non realmente verificatisi e una misteriosa ragazza. Maggie, in un primo momento, sottostima quanto sta accadendo ma, dopo alcuni eventi che rendono palese che suo marito abbia dei poteri paranormali e il colloquio con un poliziotto che sostiene che anche suo figlio abbia la medesima dote, inizia a essere seriamente preoccupata da ciò che sta accadendo.
Il piccolo Jake già da prima di Tom pare avere visioni e dialoghi "alternativi" ma, al contrario del padre, si dimostra estremamente calmo in merito. La ragazza misteriosa sembra proprio essere Samantha Kozac, una giovane con disabilità mentale scomparsa tempo prima e che si ritiene fuggita. Tom comincia a credere piuttosto però che sia morta e che il suo cadavere si trovi proprio in casa sua sicché comincia a scavare ovunque. Frank McCarthy e Harry Damon, vicini di casa e suoi amici, si riveleranno a loro volta più coinvolti del previsto: Tom scoprirà infatti che sono stati i loro rispettivi figli, Kurt e Adam, a uccidere e nascondere in casa il corpo di Samantha. Harry e suo figlio vorrebbero uccidere Tom e Maggie, tuttavia Frank lo impedisce uccidendo i due uomini: il rimorso per la precedente morte è troppo grande e non riuscirebbe a convivere con un'altra carneficina. In seguito a tali vicende la famiglia lascia il quartiere, tuttavia i poteri paranormali di Tom e Jake sembrano destinati a perseguitarli per sempre.

## Produzione
David Koepp è sempre stato un fan dello scrittore Richard Matheson e quando ha deciso che la sua opera seconda sarebbe stata un horror ha pensato di trasporre uno dei suoi romanzi. I diritti per la trasposizione di Io sono Helen Driscoll erano stati precedentemente acquistati da Gavin Polone, che ha acconsentito a produrre il film. Koepp ha successivamente scritto una sceneggiatura che differisce in parte dal romanzo e l'ha sottoposta all'attenzione di Matheson, che l'ha approvata. Il regista afferma di essersi ispirato anche a film come Repulsione, Rosemary's Baby - Nastro rosso a New York e La zona morta.
Per la produzione del film è stato investito un budget di 12 milioni di dollari. Le riprese a Chicago sono durate 39 giorni. L'idea di mostrare le scene di ipnosi dal punto di vista di Tom è dovuta al regista, secondo il quale le scene di ipnosi sono inflazionate e girarle nel modo classico avrebbe annoiato gli spettatori.

## Accoglienza

### Incassi
Il film ha incassato 23059379 $ al botteghino.

### Critica
Sull'aggregatore di recensioni Rotten Tomatoes la pellicola ottiene il 68% di giudizi positivi sulla base di 108 recensioni critiche e un voto medio di 6.4/10. Su Metacritic, che utilizza una media ponderata, il film ottiene un voto di 67 su 100 basato su 30 recensioni critiche.
Massimo Lastrucci ascrive il film alla «produzione secondaria di Hollywood» lodandone però l'«ineccepibile fattura» di personaggi e ambiente, e l'«eleganza visuale» delle scene di ipnotismo.
Pino Farinotti lo definisce «un discreto thriller».
Sul sito gli Spietati vengono notate nel film l'abilità di mescolare spunti da varie opere e di mantenere viva l'attenzione dello spettatore, la scelta di ambientare la vicenda in un contesto suburbano popolare, una scarsa cura introspettiva per i personaggi secondari (sacrificati per dar risalto a quello principale) e le analogie con Il sesto senso, la cui contemporaneità nell'uscita nelle sale ha nuociuto al film.
Per Fabrizio Liberti di FilmTV si tratta di un film coinvolgente dall'anima cangiante, da ghost story a thriller a crime story, in cui è la casa a proiettare ombre inquietanti sul mondo dei vivi.
Per Steven Rosen del Denver Post il film, nelle sue diverse componenti, quando si focalizza sul sovrannaturale è un film tecnicamente superiore, invece quando si presenta come un thriller scade nel convenzionale e nell'ordinario.
Sul sito FilmUp si rileva lo spostamento geografico e cronologico rispetto al libro e che il regista-sceneggiatore ha voluto puntare soprattutto sull'«orrore psicologico» e sul turbamento inflitto da un fantasma non splatter o “cattivo”, ma reso vittima perché inficiato da disturbi mentali; inoltre si nota come il regista, coadiuvato dal direttore della fotografia Fred Murphy, abbia saputo mettere a frutto l’abilità coreutica dell’attrice Jenny Morrison, «capace di muoversi ad un quarto della velocità normale», per filmare le scene relative all'apparizione del fantasma «alla velocità di 6 fotogrammi al secondo», in modo da alterarne i movimenti.
Anche per Phoebe Flowers del Miami Herald al film non ha giovato la contemporaneità di uscita al cinema con Il sesto senso, thriller maggiormente amato dal pubblico poiché arricchito da un profondo senso di tristezza e commozione.
Per Jay Car del Boston Globe la regia ignora invece del tutto l'elemento umano in favore di effetti speciali digitalizzati.
Janet Maslin del New York Times sottolinea la prova di Bacon nelle vesti di un uomo tormentato e spinto all'estremo da forze incomprensibili con cui non riesce a commisurarsi, mentre per Tom Keogh di Film.com quella, altrimenti sottovalutata, di Katherine Erbe, interprete di una donna caricata da una durevole sofferenza.

## Riconoscimenti
- 1999 – National Board of Review Awards
  - Eccellenza nel filmmaking
- 2000 – Festival internazionale del film fantastico di Gérardmer
  - Miglior film a David Koepp
- 2000 – Young Artist Award
  - Candidatura per Miglior attore 10 anni o meno a Zachary David Cope
- 2000 – International Horror Guild Awards
  - Miglior film